# Santo André no Quirinal (título cardinalício)
O Título cardinalício de Santo André no Quirinal (em latim: S. Andreae in Quirinali) foi instituido pelo Papa João Paulo II em 1998. Sua igreja titular é Sant'Andrea al Quirinale.

## Sede
Em 1658 o Cardeal Pamphilj, sobrinho do Papa Inocêncio X, financiou a construção da igreja do vizinho convento dos jesuítas. Do projeto foi encarregado Bernini. Os trabalhos terminaram treze anos depois. Sobre a fachada, em uma só ordem, domina um átrio semicircular, sustentado por duas colunas e ladeado por dois altos pilares que sustentam o tímpano.
O interior decorado com estuques dourados e com mármores preciosos, foi construído sobre uma planta elíptica. Quatro capelas de outros tantos nichos profundos abrem-se sobre o espaço central: neles destacam-se telas de 1600 e 1700.
Também a cúpula em caixotões dourados é ornada por frisos, decorações e magníficos estuques. Sob o altar encontra-se a urna de bronze e lazulite com o corpo do santo.

## Titulares
- Adam Kozłowiecki, S.J. (1998-2007)
- Odilo Pedro Scherer (2007- )